# Aleja Jana Pawła II w Krakowie
Aleja Jana Pawła II – aleja w Krakowie, przebiegająca przez kilka dzielnic: III Prądnik Czerwony, XIV Czyżyny, XVIII Nowa Huta, mająca swój początek kilkadziesiąt metrów przed skrzyżowaniem z ul. Janusza Meissnera, gdzie staje się przedłużeniem ul. Mogilskiej, a koniec na skrzyżowaniu z ul. Bulwarową i ul. Klasztorną, której przedłużeniem staje się ul. Tadeusza Ptaszyckiego. Ulica ta, to fragment dawnego traktu wiodącego z Krakowa do Sandomierza.

## Pochodzenie nazwy
Nazwa alei poświęcona jest obecnie papieżowi Janowi Pawłowi II. Pierwotna nazwa nadana po włączeniu Nowej Huty do Krakowa to ul. Wojewódzka, natomiast początkowy odcinek nosił nazwę ul. Wieczysta. W czasach PRL odcinek od skrzyżowania z ul. J. Meissnera do Placu Centralnego nosił nazwę Al. Planu 6-Letniego, natomiast odcinek od Placu Centralnego do skrzyżowania z ul. Bulwarową do 1975 r. był częścią ul. Igołomskiej, a później był ul. Rewolucji Kubańskiej.

## Przebieg
Aleja Jana Pawła II jest ważnym odcinkiem trasy łączącej Stare Miasto, Rakowice i Czyżyny z Nową Hutą. Od Placu Centralnego do ul. Bulwarowej pokrywa się z odcinkiem drogi krajowej nr 79.
Na całej długości jest to dwujezdniowa droga o dwóch pasach ruchu w obu kierunkach. Jedynie na Rondzie Czyżyńskim, skrzyżowaniu z ul. Izydora Stella-Sawickiego/Nowohucką i skrzyżowaniu z ul. Janusza Meissnera/Stanisława Lema jezdnie poszerzają się do czterech pasów. Jezdnie rozdzielone są pasem zieleni, na którym umieszczone jest torowisko tramwajowe.

## Otoczenie alei
- Pętla tramwajowa Wieczysta
- Park Lotników Polskich
- Muzeum Lotnictwa Polskiego[1]
- Małopolski Park Technologii Informacyjnych utworzony przez Krakowski Park Technologiczny
- Wydział Mechaniczny Politechniki Krakowskiej
- salon samochodowy BMW i Mini
- Kompleks biurowy Podium Park
- Akademia Wychowania Fizycznego
- sklep Lidl
- salon samochodowy Hondy
- stacja paliw Carrefour
- restauracja McDonald’s
- stacja paliw Neste A24
- Zakłady Tytoniowe Philip Morris Polska S.A.
- stacja paliw Statoil
- stacja paliw Orlen
- Nowohuckie Centrum Kultury
- Pomnik Solidarności
- pomnik ku Czci Lotników Polskich
- pomnik "Chwała Lotnikom"
- budynek kina Światowid

## Galeria

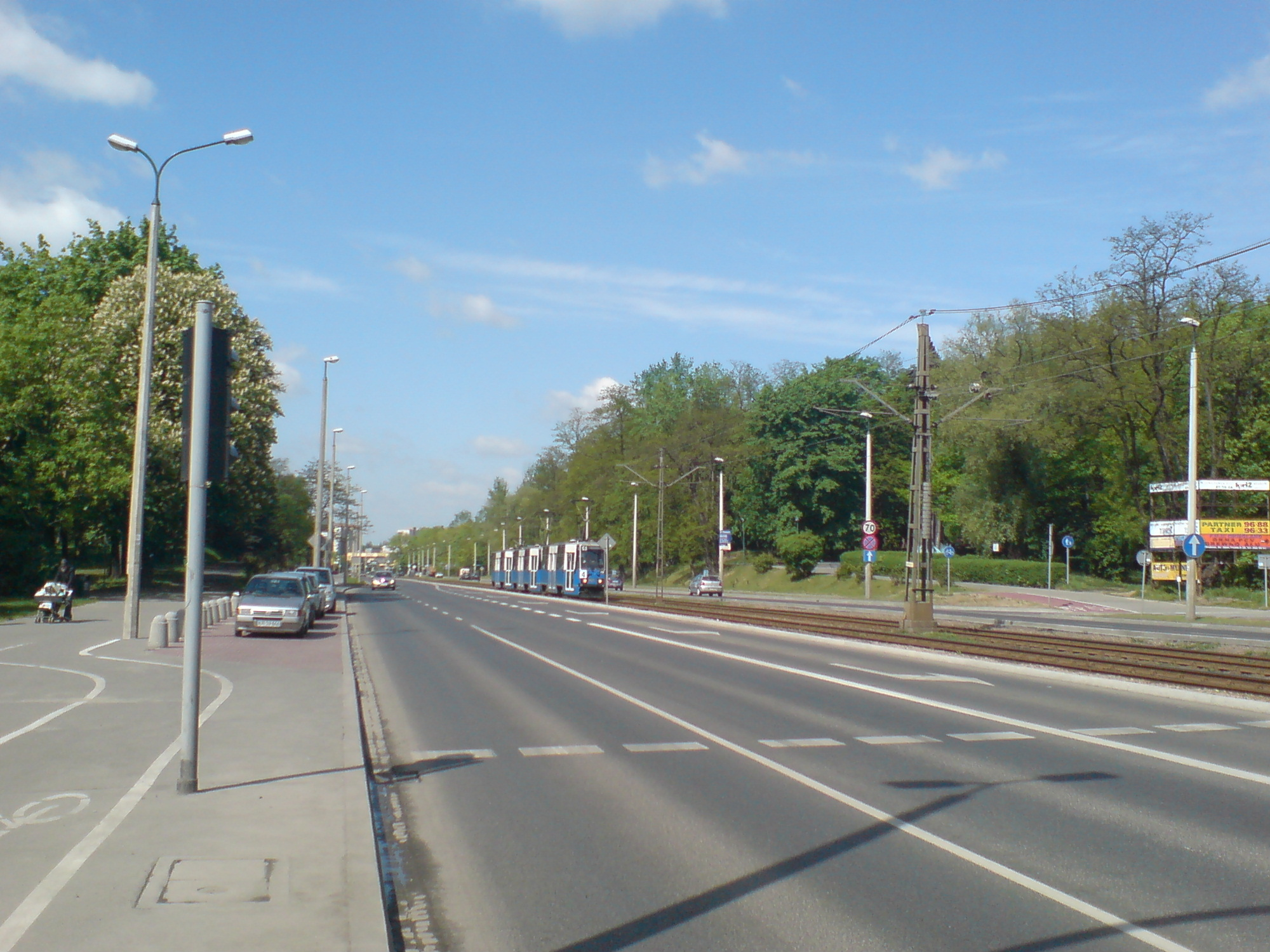
Aleja Jana Pawła II (2009)
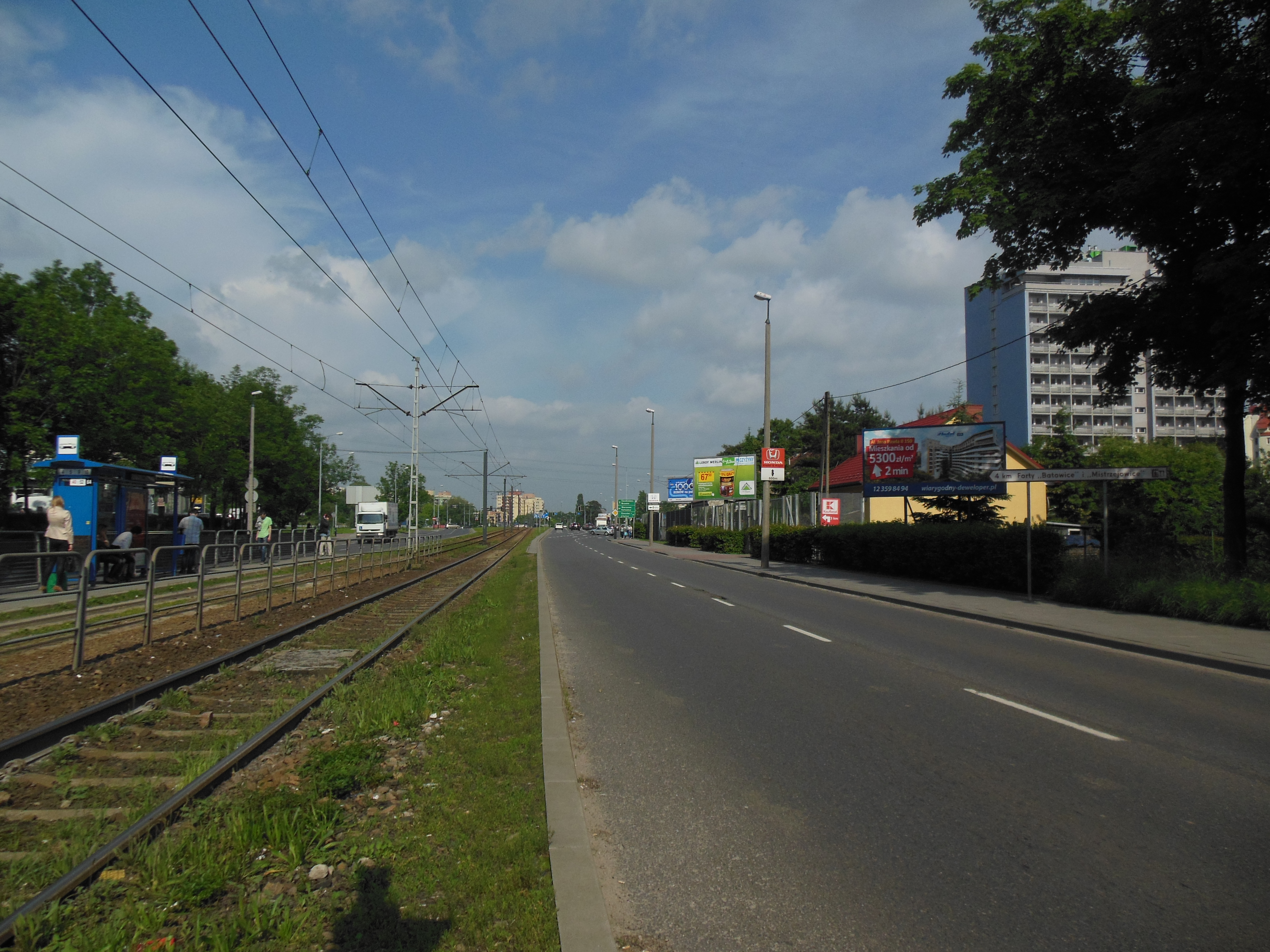
Aleja Jana Pawła II (2013)
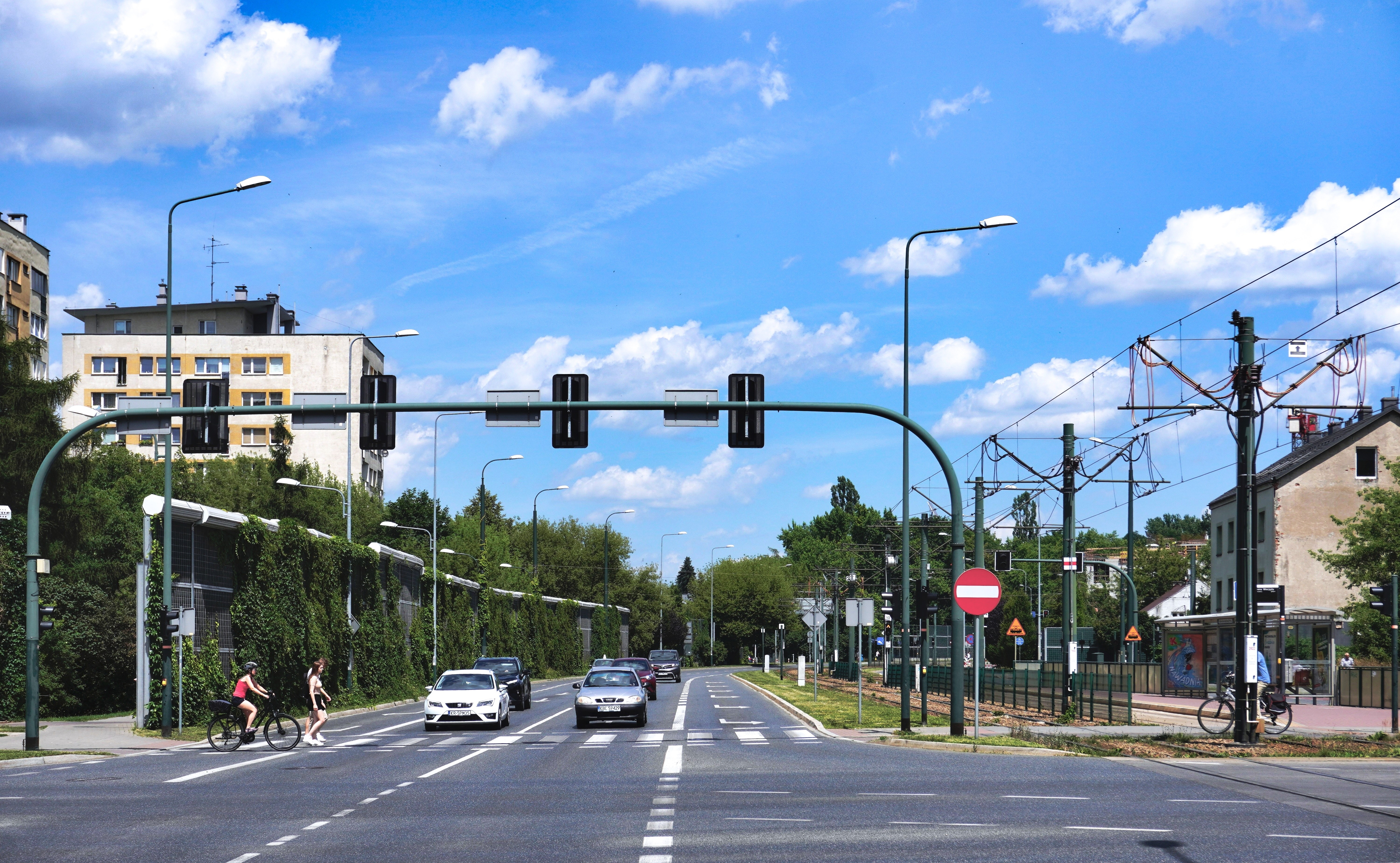
Widok alei od skrzyżowania z ul. Mogilską, Meissnera i Lema w kierunku północno-wschodnim
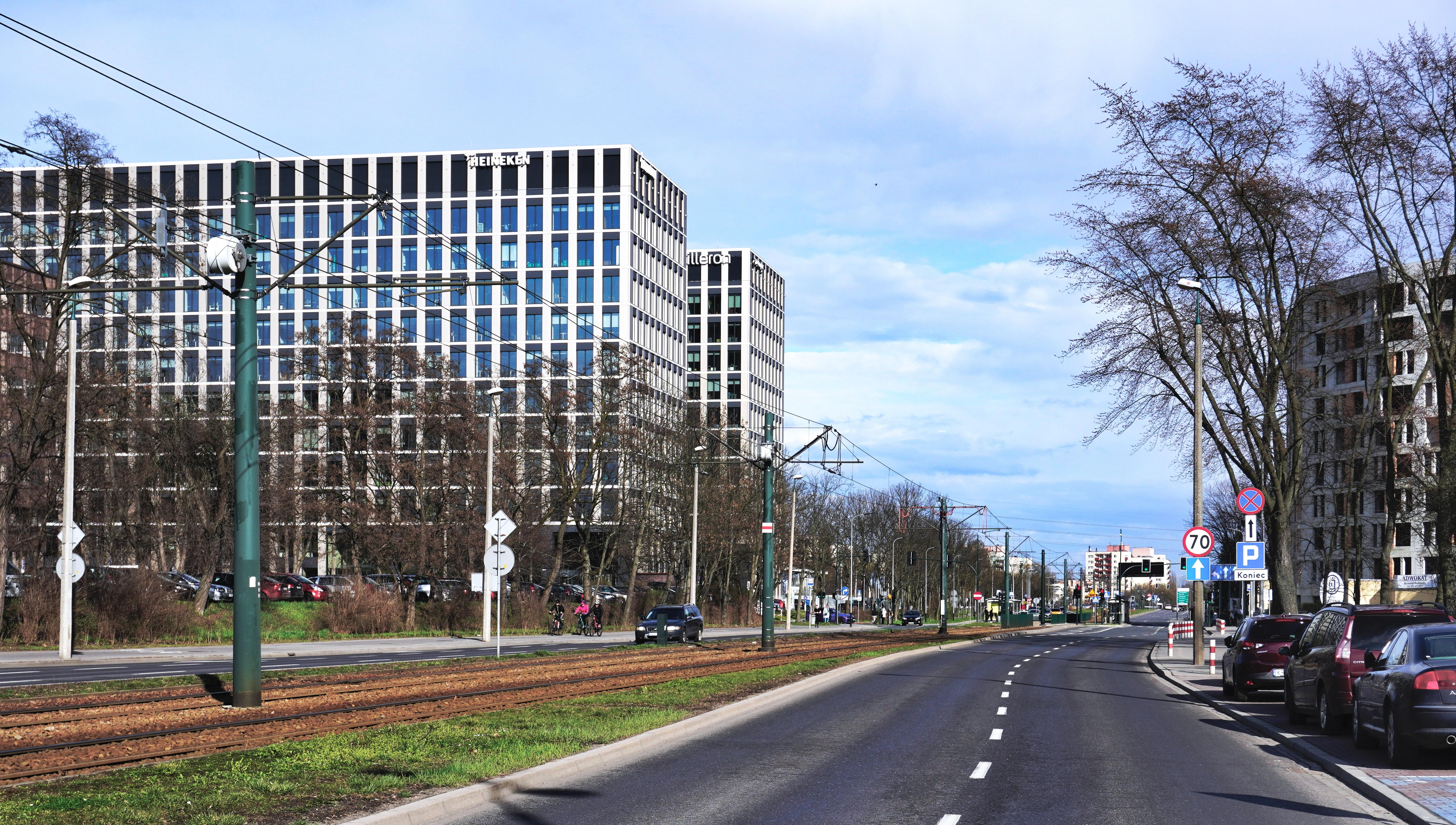
Widok alei od skrzyżowania z ul. Życzkowskiego w kierunku wschodnim
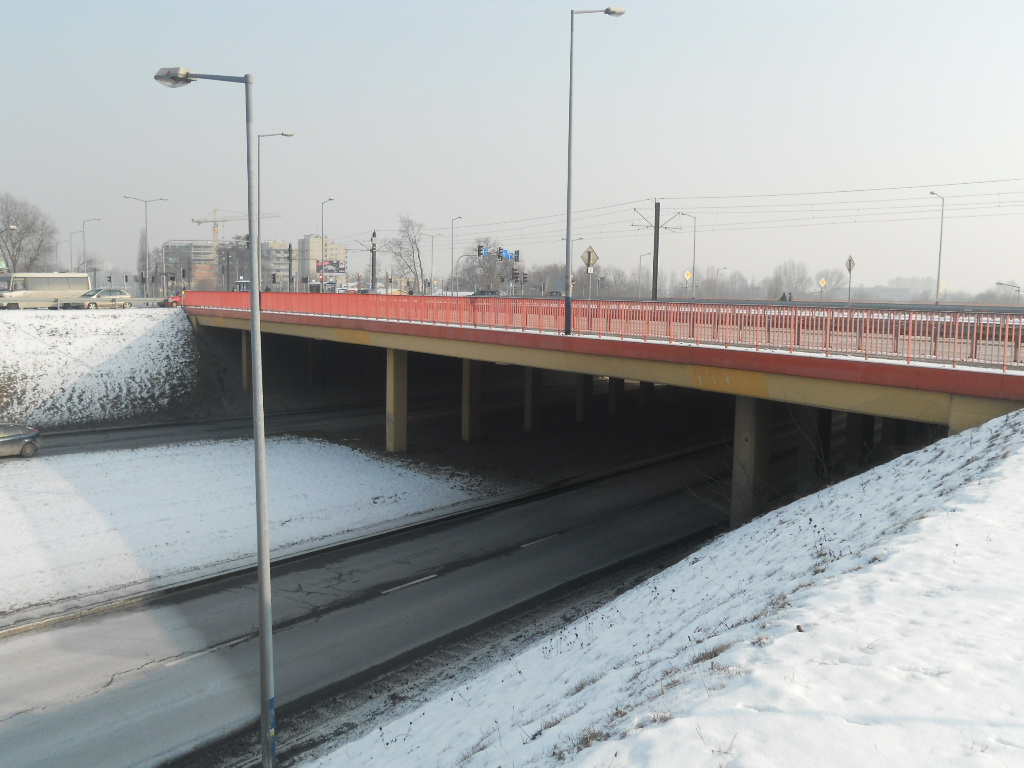
Węzeł drogowy im. Ludomiła Rayskiego, pod wiaduktem przebiega ul. Stella-Sawickiego
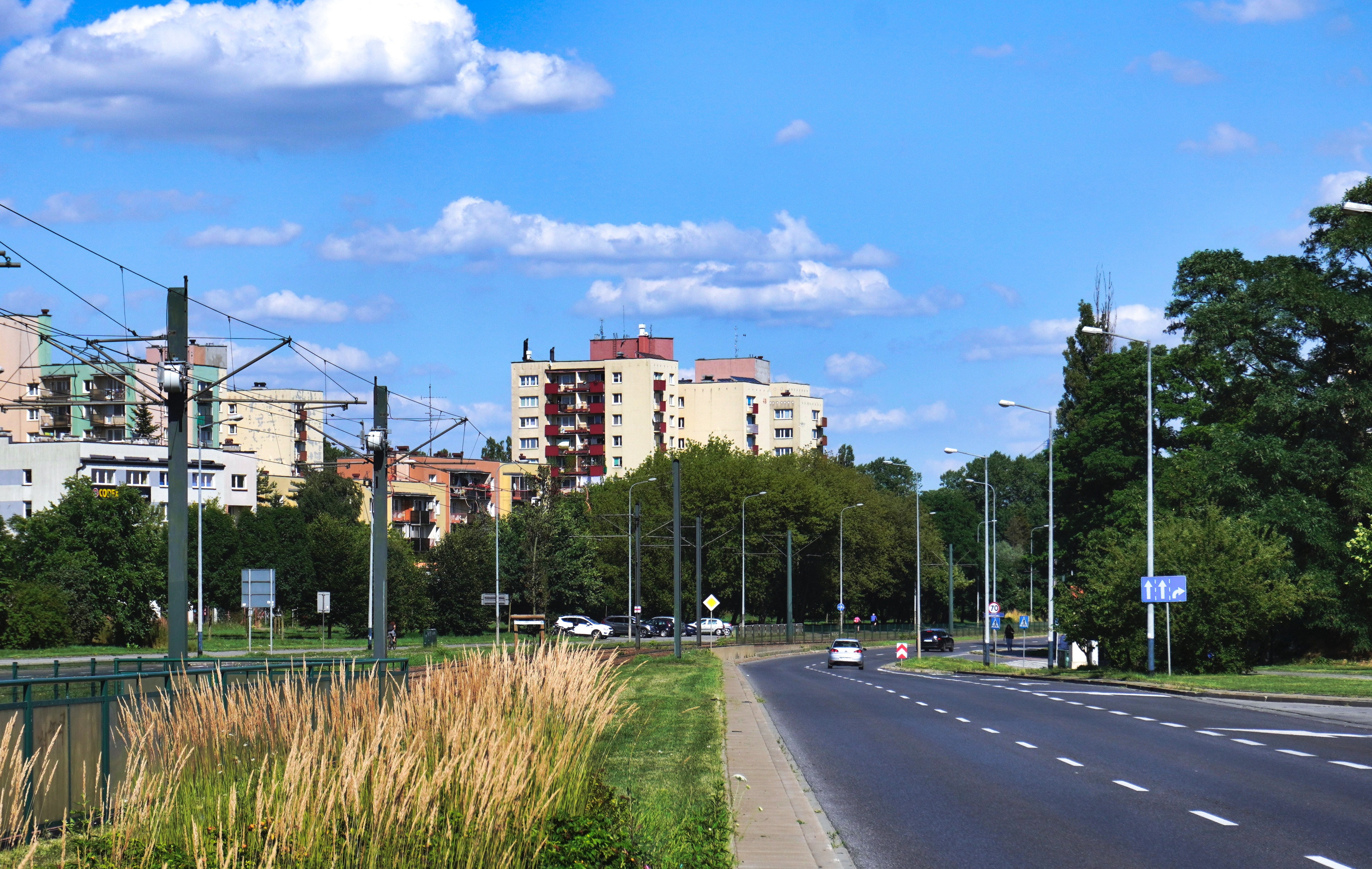
Widok alei od węzła im. gen. Rayskiego w kierunku wschodnim
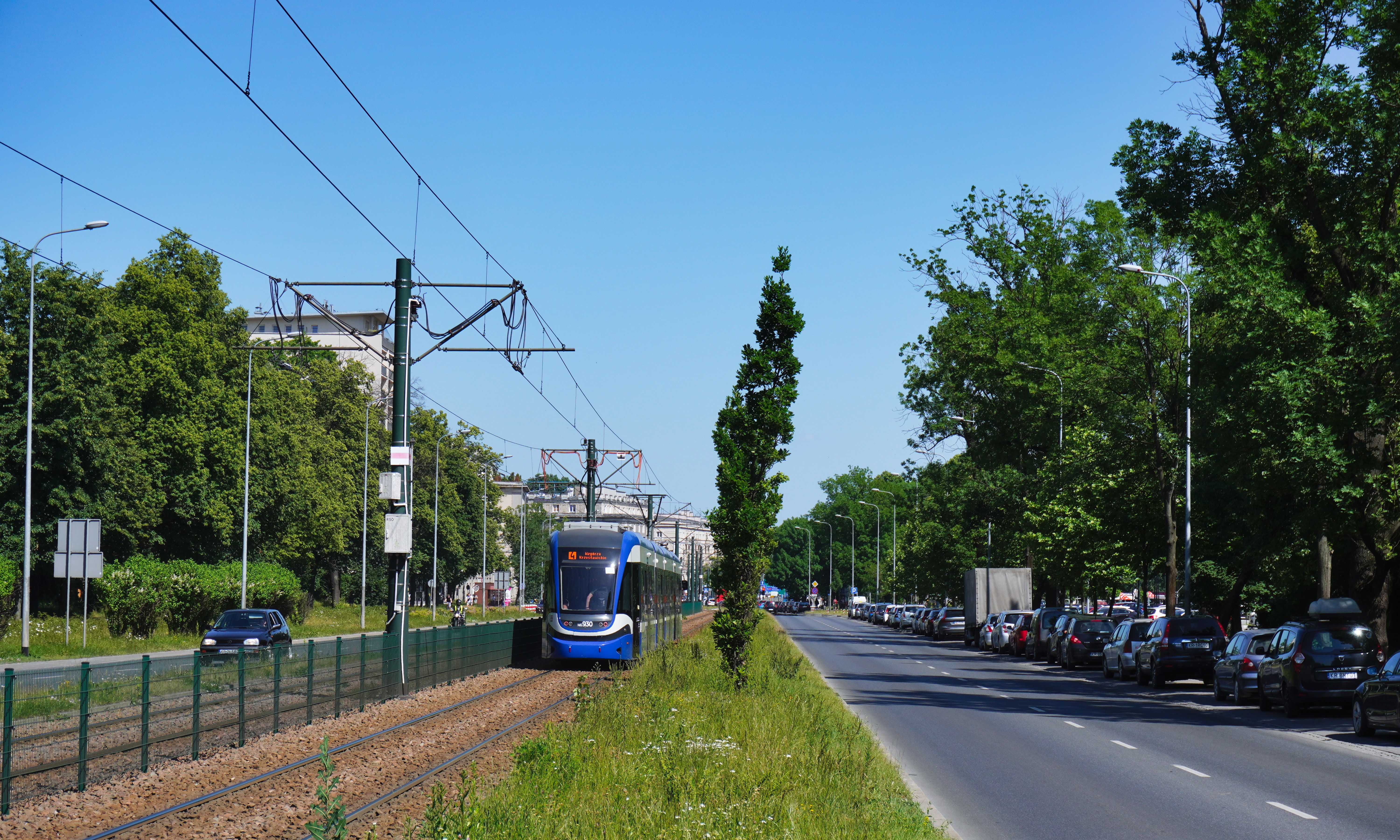
Widok alei w rejonie os. Handlowego, w kierunku wschodnim
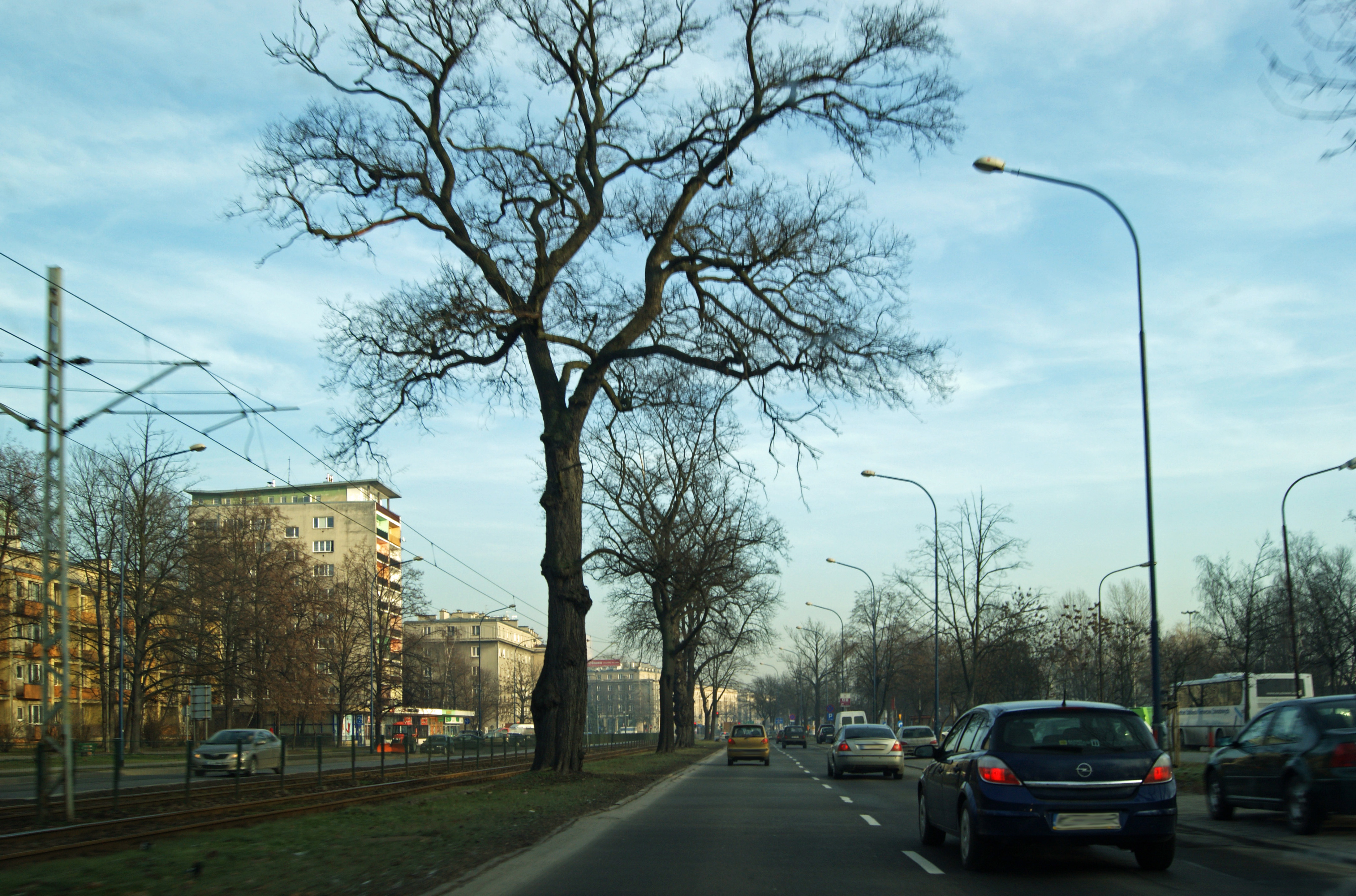
Wylot na pl. Centralny, po lewej os. Centrum D
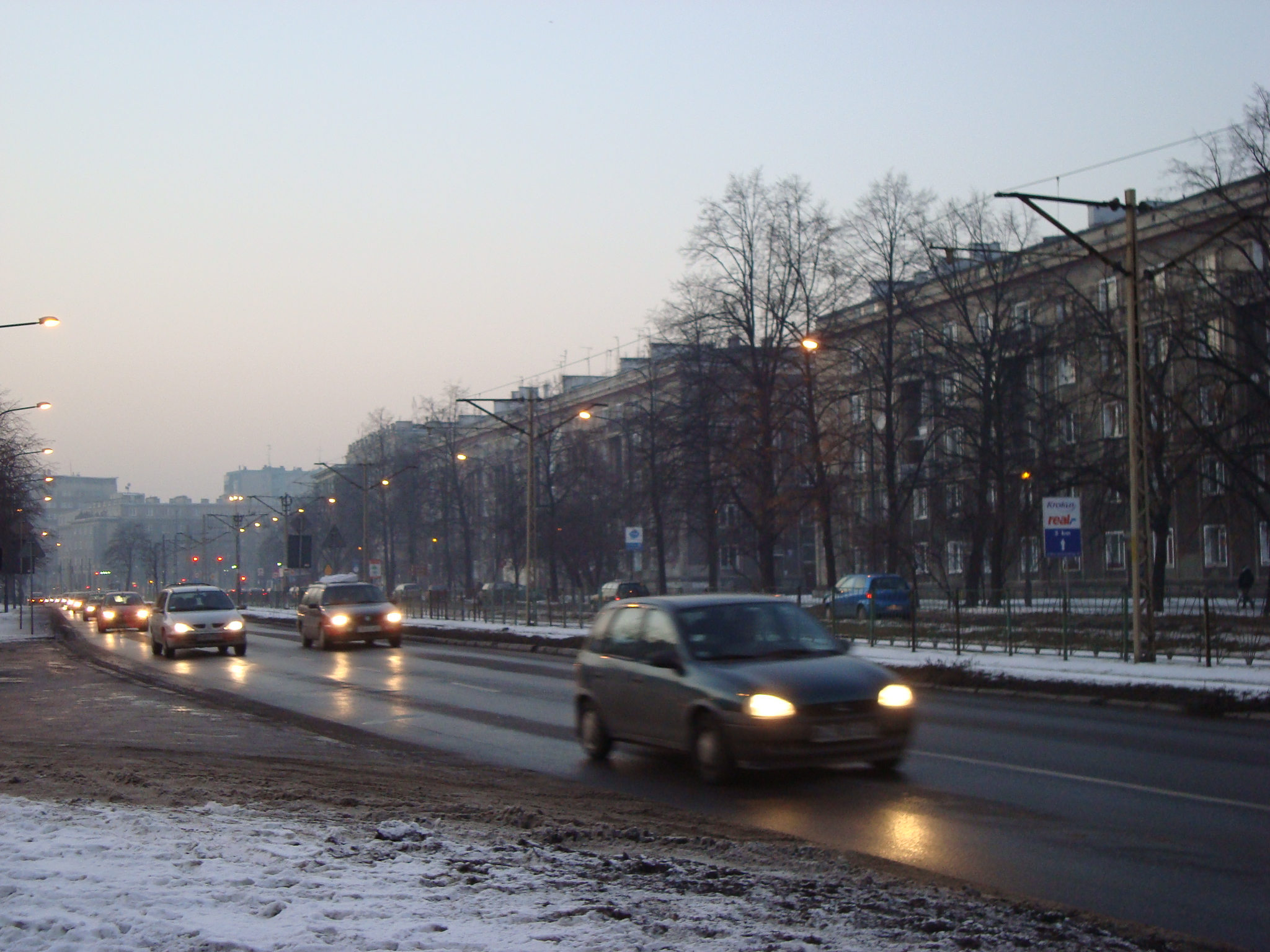
Aleja Jana Pawła II w okolicach Kina Światowid
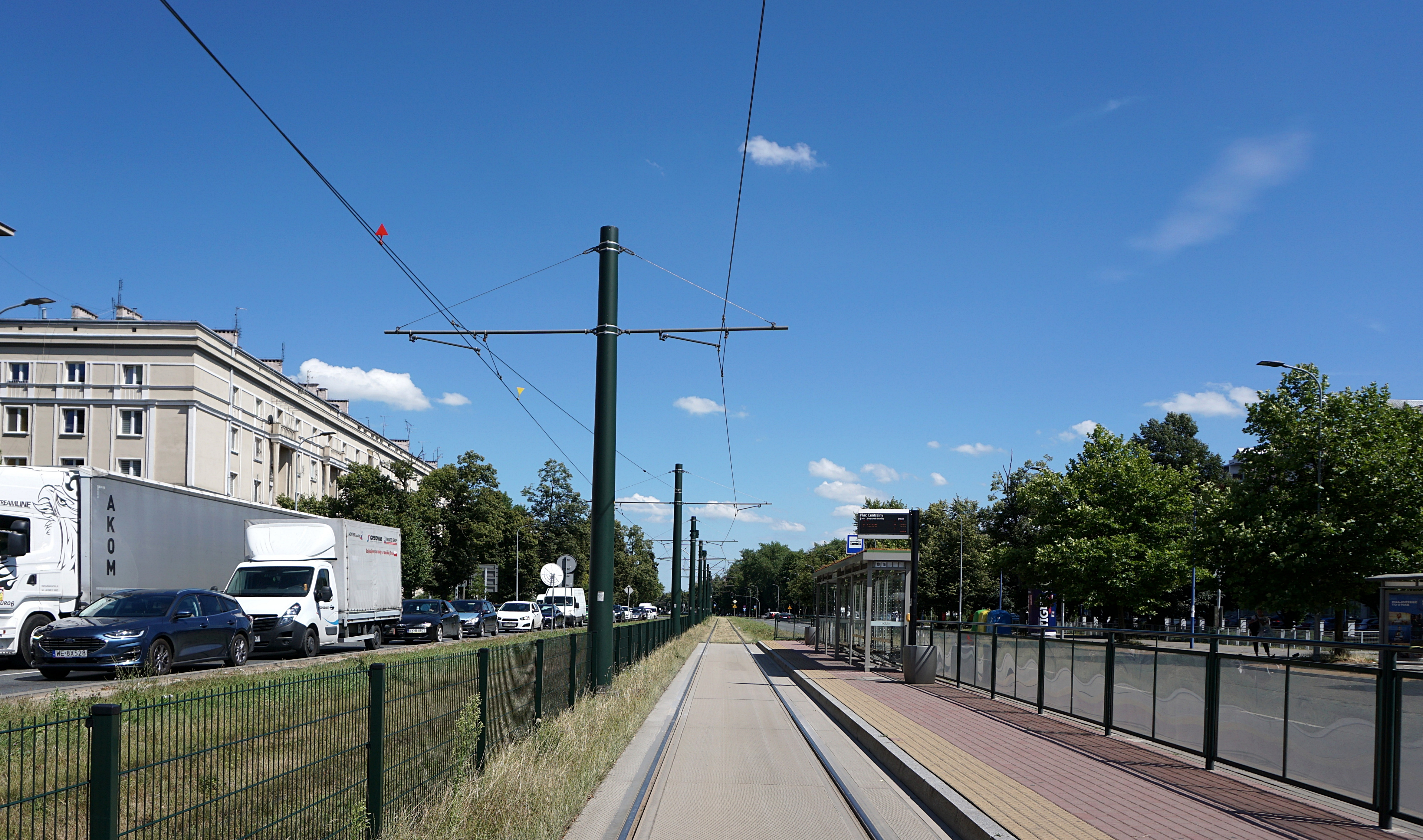
Widok od pl. Centralnego im. Ronalda Reagana
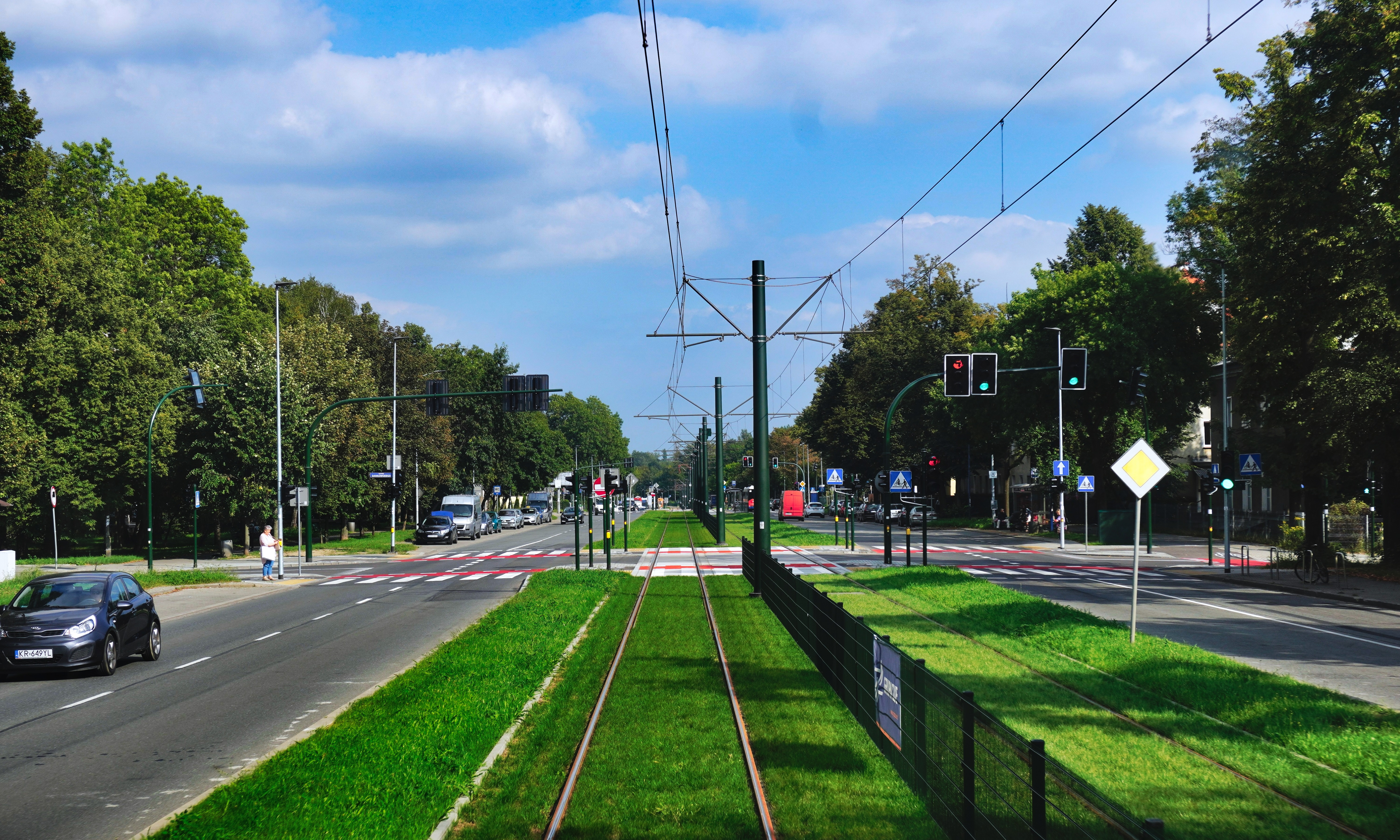
Widok alei w rejonie skrzyżowania z ul. Daniłowskiego w kierunku wschodnim
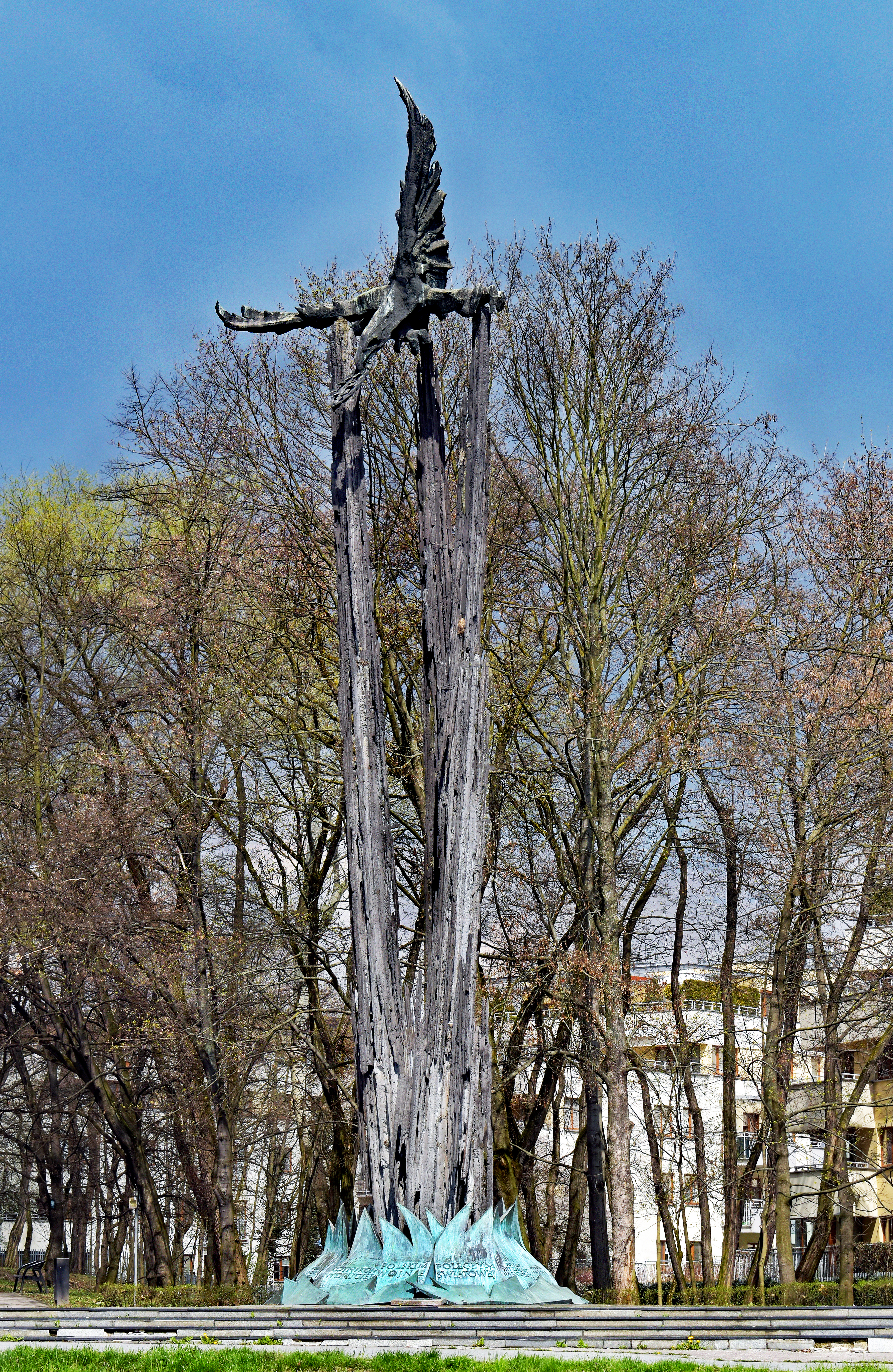
Pomnik „Lotnikom Polskim Poległym na Wszystkich Frontach II Wojny Światowej” w Parku Lotników
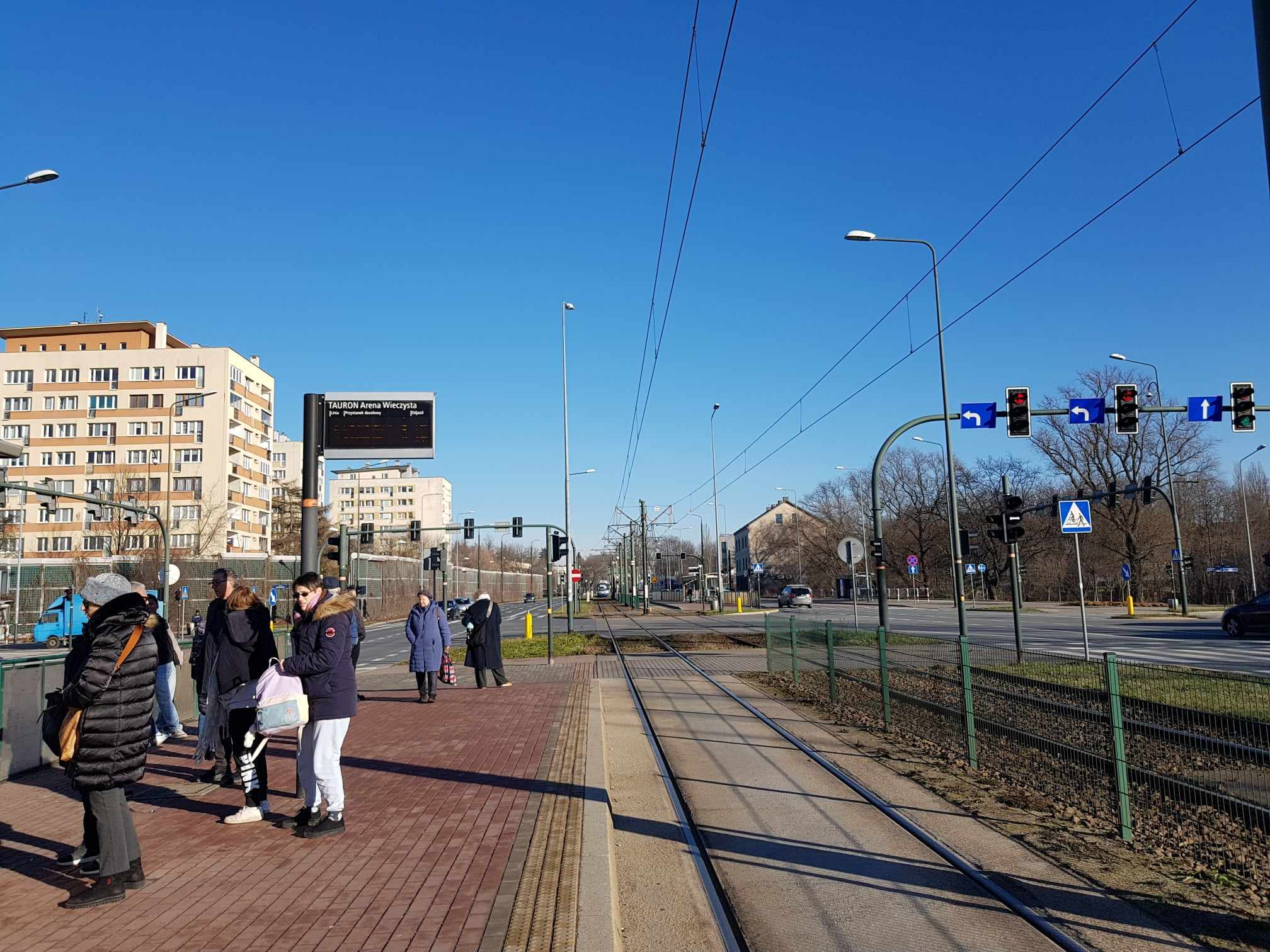
Widok na północ od ulicy Mogilskiej
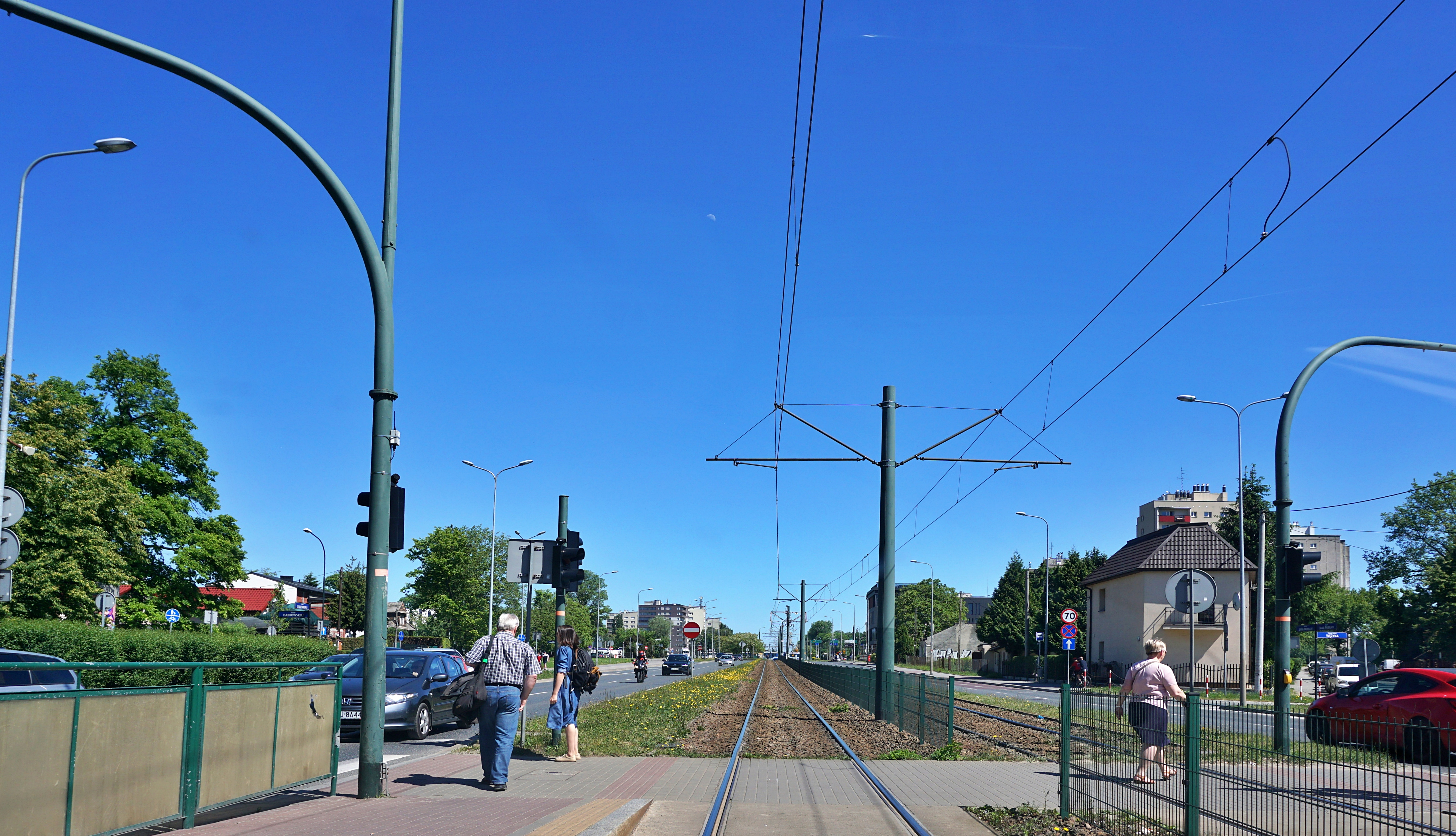
Widok na wschód w kierunku Ronda Czyżyńskiego.
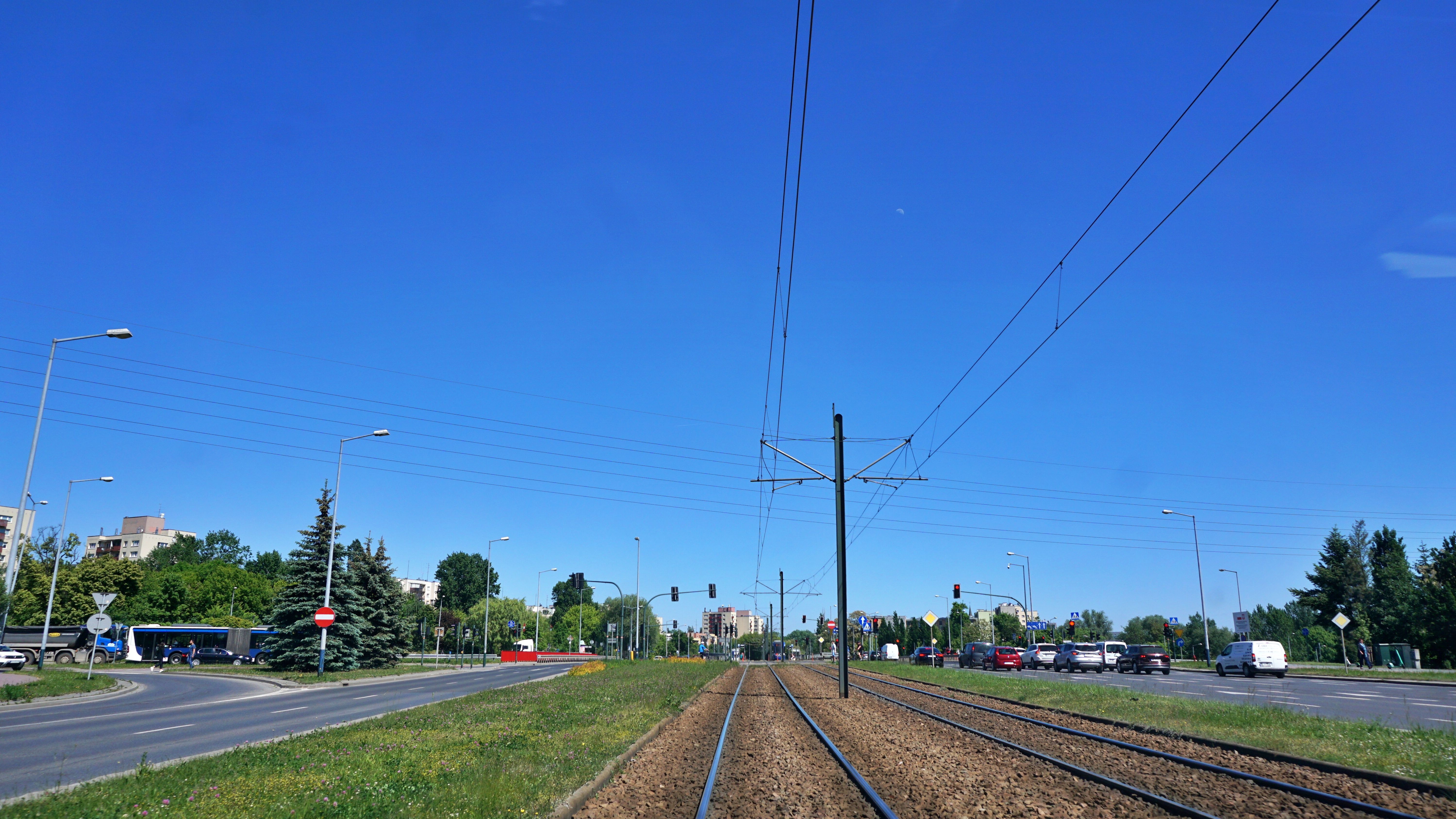
Widok na wschód przy skrzyżowaniu z ul. Izydora Stella-Sawickiego.